# Playa de Gargantera

La playa de Gargantera, en la localidad de Antromero, parroquia de Bocines, concejo de Gozón, comunidad autónoma del Principado de Asturias, España, es una playa de la costa central que no presenta protección medio ambiental de ningún tipo.

## Descripción
Se trata de una playa en forma de concha, con lecho mixto compuesta por rocas y una escasa arena de grano dorado y medio.
Entre lo complicado de su acceso, que tan solo puede hacerse a pie, a la carencia de cualquier tipo de equipamiento, y a tratarse realmente de un pedrero,  no es muy frecuentada por el público. Además, el fuerte oleaje hace poco recomendable el baño en la misma. Solamente resulta recomendable la pesca deportiva a caña y la  submarina. La playa carece de servicios y desemboca en ella un pequeño arroyo pero los márgenes de su pequeño cauce no son recomendables para el acceso a la playa.
Tiene el aliciente de que en su entorno hay un yacimiento  geológico- paleontológico donde se encuentran materiales cretácicos y devónicos.